# Gornji Čehi
Gornji Čehi – wieś w Chorwacji, na terenie miasta Zagrzeb. Jest oddalona o około 8,5 km od miasta Velika Gorica, o około 19 km od miasta Samobor i o około 6 km od centrum Zagrzebia. Wieś w 2011 roku liczyła 363 mieszkańców (w czym 186 to kobiety, a 177 to mężczyźni).